# Szajf ad-Dín Szalár
Szajf ad-Dín Szalár (arab betűkkel سيف الدين سلار, tudományos átiratban Sayf ad-Dīn Salār; ? – Kairó, 1310 augusztusa vagy röviddel később) oirat mongol vagy török származású egyiptomi emír, a Mamlúk Birodalom befolyásos politikusa és alkirálya volt 1299-től 1309-ig.

## Felemelkedése
Az 1277-es elbisztáni csata során esett mamlúk fogságba. Kaláún szultán (1279–1290) fia és kijelölt örököse, asz-Szálih Ali környezetében szolgált, majd annak halála után öccse, al-Asraf Halíl (1290–1293) szolgálatába került. Karrierje gyorsan felívelt, és 1299. január 15-én részt vett Ládzsín szultán (1296–1299) meggyilkolásában. Ekkor ő és másik rangos emír, Bajbarsz al-Dzsásnikír visszahívta a jordániai Karakból az oda száműzött volt szultánt, a még mindig kiskorú an-Nászir Muhammadot, aki mellett Szalár alkirály (náib), Bajbarsz pedig főkamarás (usztádár) lett. Az elkövetkező tíz évben ténylegesen ők irányították a birodalmat. Közösen vezették a mamlúk hadsereget a Szíriába betörő Ilhánidák elleni hadjáratokon is: 1301-ben a Vádi l-Házindári csata súlyos vereséggel végződött, de 1303-ban a sakhabi csatában sikerült győzelmet aratniuk a támadók felett. 1304/1305 folyamán Szalár egy lánya összeházasodott első gazdája, asz-Szálih Ali egyetlen fiával, Múszával, ami jól jelezte az alkirály előkelő helyzetét. Szalár egyébként, a hatalom csúcsára jutva, felvette a kapcsolatot a családjával, így édesanyja és legalább két fivére 1304 őszén Kairóba települt mintegy 200 mongol társaságában. Három testvérét, Dávúdot, Szamúkot és Dzsabát, parancsnoki pozíciókba juttatta, ők pedig mindvégig leghűbb támogatói közé tartoztak.

## Bukása
A felnövő szultán idővel önállósodni próbált, ami 1307-ben konfliktust szült közte és irányítói között: Bajbarsz és Szalár megpróbálta letenni őt, ám tervük kitudódott, és az elődei népszerűségében osztozó Muhammad mellett lázadás tört ki. Az alkirály és a főkamarás így kénytelen volt a nyilvánosság előtt formálisan megbékélni a szultánnal. A szultán azonban továbbra is önállósodni akart, ezért 1309 februárjában bejelentette, hogy elindul a mekkai zarándoklatra. Szalár és Bajbarsz örömmel engedte el, ám a szultán al-Karakban megállt, elűzte a vár parancsnokát, és önálló udvart rendezett be a városban. Erre Kairóban – elképzelhető, hogy saját lemondását követően – Bajbarszot al-Muzaffar titulussal szultánná kiáltották ki.
Muhammad nem tett le trónja visszaszerzésének tervéről. Három szíriai kormányzóval – az aleppói Kipcsak al-Manszúrival, a hamái Karászunkur al-Manszúrival és a tripoli Iszindimirrel – összefogott a damaszkuszi cserkesz Akkus al-Afram ellen, és 1310 januárjában megszerezte a várost. Az amúgy sem közkedvelt Bajbarsz – uralkodása alatt járvány, szárazság és a Nílus alacsony vízállása sújtotta országát – csapatai dezertálása miatt végül kénytelen volt elmenekülni.  Muhammad ellenállás nélkül vonult be Kairóba, ahol március 5-én elfoglalhatta a trónt. Szalár megnyitotta előtte a citadella kapuit és lemondott alkirályi rangjáról, és saját kérésére 1310 tavaszán a jordániai Saubak várának élére nevezték ki. A szulán bosszúja azonban rövidesen elérte: 1310 augusztusában Kairóba vitték, ahol megkínozták, majd börtönbe vetették, ahol halálra éheztették. (Ugyanekkor Dávúd és Dzsaba nevű fivére is börtönbe került, de ők 1315/1316 folyamán kiszabadulhattak.)